# Bettoni (famiglia)
Le memorie della famiglia Bettoni risalgono alla prima metà del XIV secolo, e sappiamo di un Giacomino Bettoni (1320) che venne onorato da Azzone Visconti di guerresche onorificenze per prove di valore nell’assalto alle mure di Brescia alla testa di una compagnia di uomini raccolti sul litorale di Salò. Fu su quel litorale che i Bettoni stabilirono la loro residenza definitiva nel secolo XV ampliando considerevolmente la loro proprietà nei secoli posteriori.

## Stemma
Inquartato: nel 1° e 4° troncato d’oro e di nero al grifone attraversante dall’uno all’altro e dell’uno nell’altro linguato di rosso colla coda passante tra le gambe ed impugnante una spada d’argento; i due grifoni rivolti in maestà alla tedesca; al secondo e quarto d’azzurro alla sbarra d’oro accostata da due stelle di otto raggi del medesimo: il tutto caricato in cuore da uno scudetto di rosso alla colomba d’argento ferma sulla vetta di mezzo e più alta di un colle di tre punte di verde e tenente un ramoscello d’olivo di verde nel becco.
È data facoltà ai componenti maschi della famiglia di sormontare lo stemma con tre cimieri alla tedesca moventi da tre elmi coronati alla marchionale, quello di mezzo di fronte, i laterali affrontati. Il cimiero di destra è un grifone troncato d’oro e di nero impugnante una spada d’argento e nascente; quello di mezzo la colomba dello scudo fra le ali di un volo di rosso, quello di sinistra di due proboscidi composte di oro e di azzurro sormontate da una stella di otto raggi d’oro. Il detto stemma sarà sormontato da elmo e da corona comitale ornato di burlette e di svolazzi a destra di nero e di oro, a sinistra d’azzurro e di oro in quanto al titolare e ai suoi discendenti maschi, e sormontato dalla sola corona di nobile, omessi gli ornamenti, quanto alle femmine, le quali porranno l’arma entro due rami di palma al naturale decussati sotto le punte dello scudo.

## Storia
Nel 1438 Comino Bettoni dalla Repubblica Veneta fu chiamato arbitro in una lite fra due potenti famiglie veneziane; Zanetto nel 1517 militò nelle armate di Filippo II e fu ferito alla battaglia di S. Quintino; Carlo ed altri nel 1600 resero importantissimi servigi al loro paese.
L’imperatore Carlo VI con patenti 26 gennaio 1724 creava nobile dell’Impero co’ discendenti suoi Gian Domenico ambasciatore presso la Corte bavarese e Maria Teresa con diploma 11 settembre 1751 elevava al grado di conti degli Stati Ereditari Austriaci il figlio di lui Giacomo (nato nel 1717) ed i fratelli e sorelle suoi.
Giuseppe II con diploma 3 ottobre 1781 investiva i conti Giacomo, Delaio e Carlo fratelli Bettoni della signoria di Shenna, presso Merano, con trasmissione mascolina. Da questi discende Francesco, padre di Giacomo (nato nel 1798), marito di Maria Teresa Cazzago, nella quale si estinse la famiglia sua così che i di lui figli conte Ludovico (1829-1901), senatore del Regno e conte Francesco cav. d’on. e dev. del S. O. M. di Malta, ex diplomatico e sindaco di Brescia (1898) aggiunsero il cognome Cazzago al proprio. Il primo di questi fu padre di Vincenzo, deputato al Parlamento (1856-1924) ex diplomatico e Sindaco di Brescia, il secondo di Federico, cav. d’on. e dev. del S. M. O. di Malta, senatore del Regno e sindaco di Brescia; ottennero essi il riconoscimento della nobiltà e del titolo comitale con trasmissione mascolina mediante decreto ministeriale 1882.

## Personaggi illustri
- Ludovico Bettoni (1829-1901), deputato e senatore del Regno d'Italia
- Francesco Bettoni Cazzago (1835-1898), sindaco di Brescia
- Vincenzo Bettoni Cazzago (1856-1924), sindaco di Brescia, deputato del Regno d'Italia
- Federico Bettoni (1865-1923), sindaco di Brescia, senatore del Regno d'Italia
- Alessandro Bettoni Cazzago (1892-1951), cavaliere, atleta italiano

## Albero genealogico
|                                             |                                             |                                     |                                                 |                                                 |                                         |                                              |                                              |                                                             |                                                             |                                              |                                                 |                                                 |                                               |                                        |
|                                             |                                             |                                     |                                                 |                                                 | -                                       |                                              |                                              |                                                             |                                                             |                                              |                                                 |                                                 |                                               |                                        |
|                                             |                                             |                                     |                                                 |                                                 |                                         |                                              |                                              |                                                             |                                                             |                                              |                                                 |                                                 |                                               |                                        |
|                                             |                                             |                                     |                                                 |                                                 |                                         |                                              |                                              |                                                             |                                                             |                                              |                                                 |                                                 |                                               |                                        |
|                                             |                                             |                                     |                                                 |                                                 | Francesco                               |                                              |                                              |                                                             |                                                             |                                              |                                                 |                                                 |                                               |                                        |
|                                             |                                             |                                     |                                                 |                                                 |                                         |                                              |                                              |                                                             |                                                             |                                              |                                                 |                                                 |                                               |                                        |
|                                             |                                             |                                     |                                                 |                                                 |                                         |                                              |                                              |                                                             |                                                             |                                              |                                                 |                                                 |                                               |                                        |
|                                             |                                             |                                     |                                                 |                                                 | Carlo 1600-1682 ⚭ Giulia Delai Lanterna |                                              |                                              |                                                             |                                                             |                                              |                                                 |                                                 |                                               |                                        |
|                                             |                                             |                                     |                                                 |                                                 |                                         |                                              |                                              |                                                             |                                                             |                                              |                                                 |                                                 |                                               |                                        |
|                                             |                                             |                                     |                                                 |                                                 |                                         |                                              |                                              |                                                             |                                                             |                                              |                                                 |                                                 |                                               |                                        |
|                                             |                                             |                                     |                                                 | Giacomo 1655-1741                               | Giacomo 1655-1741                       | Gian Domenico 1663-1748 ⚭ Caterina Bernini   | Gian Domenico 1663-1748 ⚭ Caterina Bernini   |                                                             |                                                             |                                              |                                                 |                                                 |                                               |                                        |
|                                             |                                             |                                     |                                                 |                                                 |                                         |                                              |                                              |                                                             |                                                             |                                              |                                                 |                                                 |                                               |                                        |
|                                             |                                             |                                     |                                                 |                                                 |                                         |                                              |                                              |                                                             |                                                             |                                              |                                                 |                                                 |                                               |                                        |
| Giovanni Antonio 1717-1773                  | Giovanni Antonio 1717-1773                  | Delay 1720-1807                     | Delay 1720-1807                                 | Paolo                                           | Paolo                                   | Giacomo 1714-1769 ⚭ Marianna Bartolozzi      | Giacomo 1714-1769 ⚭ Marianna Bartolozzi      | Carlo 1725-1786                                             | Carlo 1725-1786                                             | Giovanni Maria 1705-1766                     | Giovanni Maria 1705-1766                        | Maria Gioseffa 1705-1750 ⚭ Lodovico Panzerini   | Maria Gioseffa 1705-1750 ⚭ Lodovico Panzerini |                                        |
|                                             |                                             |                                     |                                                 |                                                 |                                         |                                              |                                              |                                                             |                                                             |                                              |                                                 |                                                 |                                               |                                        |
|                                             |                                             |                                     |                                                 |                                                 |                                         |                                              |                                              |                                                             |                                                             |                                              |                                                 |                                                 |                                               |                                        |
|                                             |                                             |                                     |                                                 | Paola 1750-1798 ⚭ Roberto Corniani              | Paola 1750-1798 ⚭ Roberto Corniani      | Francesco 1769-1851 ⚭ Teresa Fè              | Francesco 1769-1851 ⚭ Teresa Fè              | Maria Teresa                                                | Maria Teresa                                                |                                              |                                                 |                                                 |                                               |                                        |
|                                             |                                             |                                     |                                                 |                                                 |                                         |                                              |                                              |                                                             |                                                             |                                              |                                                 |                                                 |                                               |                                        |
|                                             |                                             |                                     |                                                 |                                                 |                                         |                                              |                                              |                                                             |                                                             |                                              |                                                 |                                                 |                                               |                                        |
|                                             |                                             |                                     |                                                 |                                                 |                                         | Giacomo 1798-1842 ⚭ Maria Teresa Cazzago     |                                              |                                                             |                                                             |                                              |                                                 |                                                 |                                               |                                        |
|                                             |                                             |                                     |                                                 |                                                 |                                         |                                              |                                              |                                                             |                                                             |                                              |                                                 |                                                 |                                               |                                        |
|                                             |                                             |                                     |                                                 |                                                 |                                         |                                              |                                              |                                                             |                                                             |                                              |                                                 |                                                 |                                               |                                        |
| Teresa 1827-1895 ⚭ Antonio Sabelli          | Teresa 1827-1895 ⚭ Antonio Sabelli          | Lodovico 1829-1901 ⚭ Clara Franzini | Lodovico 1829-1901 ⚭ Clara Franzini             |                                                 | Alessandro 1830-1866                    | Alessandro 1830-1866                         |                                              | Paolina 1834-1890 ⚭ Andrea Fè d'Ostiani ⚭ Giuseppe Lamberti | Paolina 1834-1890 ⚭ Andrea Fè d'Ostiani ⚭ Giuseppe Lamberti |                                              | Francesco 1835-1898 ⚭ Paolina Fenaroli Avogadro | Francesco 1835-1898 ⚭ Paolina Fenaroli Avogadro | Marianna 1836-1902 ⚭ Annibale Brognoli        | Marianna 1836-1902 ⚭ Annibale Brognoli |
|                                             |                                             |                                     |                                                 |                                                 |                                         |                                              |                                              |                                                             |                                                             |                                              |                                                 |                                                 |                                               |                                        |
|                                             |                                             |                                     |                                                 |                                                 |                                         |                                              |                                              |                                                             |                                                             |                                              |                                                 |                                                 |                                               |                                        |
|                                             | Giacomo 1855-1905                           | Giacomo 1855-1905                   | Vincenzo 1856-1924 ⚭ Teresa Scati di Casaleggio | Vincenzo 1856-1924 ⚭ Teresa Scati di Casaleggio |                                         |                                              |                                              |                                                             |                                                             | Federico 1865-1923 ⚭ Alba Salvadego Molin    | Federico 1865-1923 ⚭ Alba Salvadego Molin       | Maria Beatrice 1873-1930 ⚭ Nicola Pirozzi       | Maria Beatrice 1873-1930 ⚭ Nicola Pirozzi     |                                        |
|                                             |                                             |                                     |                                                 |                                                 |                                         |                                              |                                              |                                                             |                                                             |                                              |                                                 |                                                 |                                               |                                        |
|                                             |                                             |                                     |                                                 |                                                 |                                         |                                              |                                              |                                                             |                                                             |                                              |                                                 |                                                 |                                               |                                        |
| Clara 1896-1972 ⚭ Francesco Bettoni Cazzago | Clara 1896-1972 ⚭ Francesco Bettoni Cazzago | Costanza 1902                       | Costanza 1902                                   | Elisabetta 1904-1977 ⚭ Antonio Lechi            | Elisabetta 1904-1977 ⚭ Antonio Lechi    | Maria 1899-1960 ⚭ Alessandro Bettoni Cazzago | Maria 1899-1960 ⚭ Alessandro Bettoni Cazzago | Francesco 1890-1970 ⚭ Clara Bettoni Cazzago                 | Francesco 1890-1970 ⚭ Clara Bettoni Cazzago                 | Alessandro 1892-1951 ⚭ Maria Bettoni Cazzago | Alessandro 1892-1951 ⚭ Maria Bettoni Cazzago    | Paolina 1895-1986 ⚭ Fausto Lechi                | Paolina 1895-1986 ⚭ Fausto Lechi              |                                        |
|                                             |                                             |                                     |                                                 |                                                 |                                         |                                              |                                              |                                                             |                                                             |                                              |                                                 |                                                 |                                               |                                        |
|                                             |                                             |                                     |                                                 |                                                 |                                         |                                              |                                              |                                                             |                                                             |                                              |                                                 |                                                 |                                               |                                        |
|                                             |                                             |                                     |                                                 | Maria Alessandra 1928-2018                      | Maria Alessandra 1928-2018              | Federico 1922-2001                           | Federico 1922-2001                           | Vincenzo 1924-2010 ⚭ Rosetta                                | Vincenzo 1924-2010 ⚭ Rosetta                                | Vittorio Emanuele 1925-1993                  | Vittorio Emanuele 1925-1993                     | Lodovico 1930-2009                              | Lodovico 1930-2009                            |                                        |
|                                             |                                             |                                     |                                                 |                                                 |                                         |                                              |                                              |                                                             |                                                             |                                              |                                                 |                                                 |                                               |                                        |
|                                             |                                             |                                     |                                                 |                                                 |                                         |                                              |                                              |                                                             |                                                             |                                              |                                                 |                                                 |                                               |                                        |
|                                             |                                             |                                     |                                                 |                                                 |                                         |                                              |                                              | Maria Teresa                                                |                                                             |                                              |                                                 |                                                 |                                               |                                        |
|                                             |                                             |                                     |                                                 |                                                 |                                         |                                              |                                              |                                                             |                                                             |                                              |                                                 |                                                 |                                               |                                        |
|                                             |                                             |                                     |                                                 |                                                 |                                         |                                              |                                              |                                                             |                                                             |                                              |                                                 |                                                 |                                               |                                        |
|                                             |                                             |                                     |                                                 |                                                 |                                         |                                              | Francesco                                    | Francesco                                                   | Andrea                                                      | Andrea                                       |                                                 |                                                 |                                               |                                        |

## Dimore
- Villa Bettoni
- Palazzo Bettoni Cazzago